# Woestijnklimaat

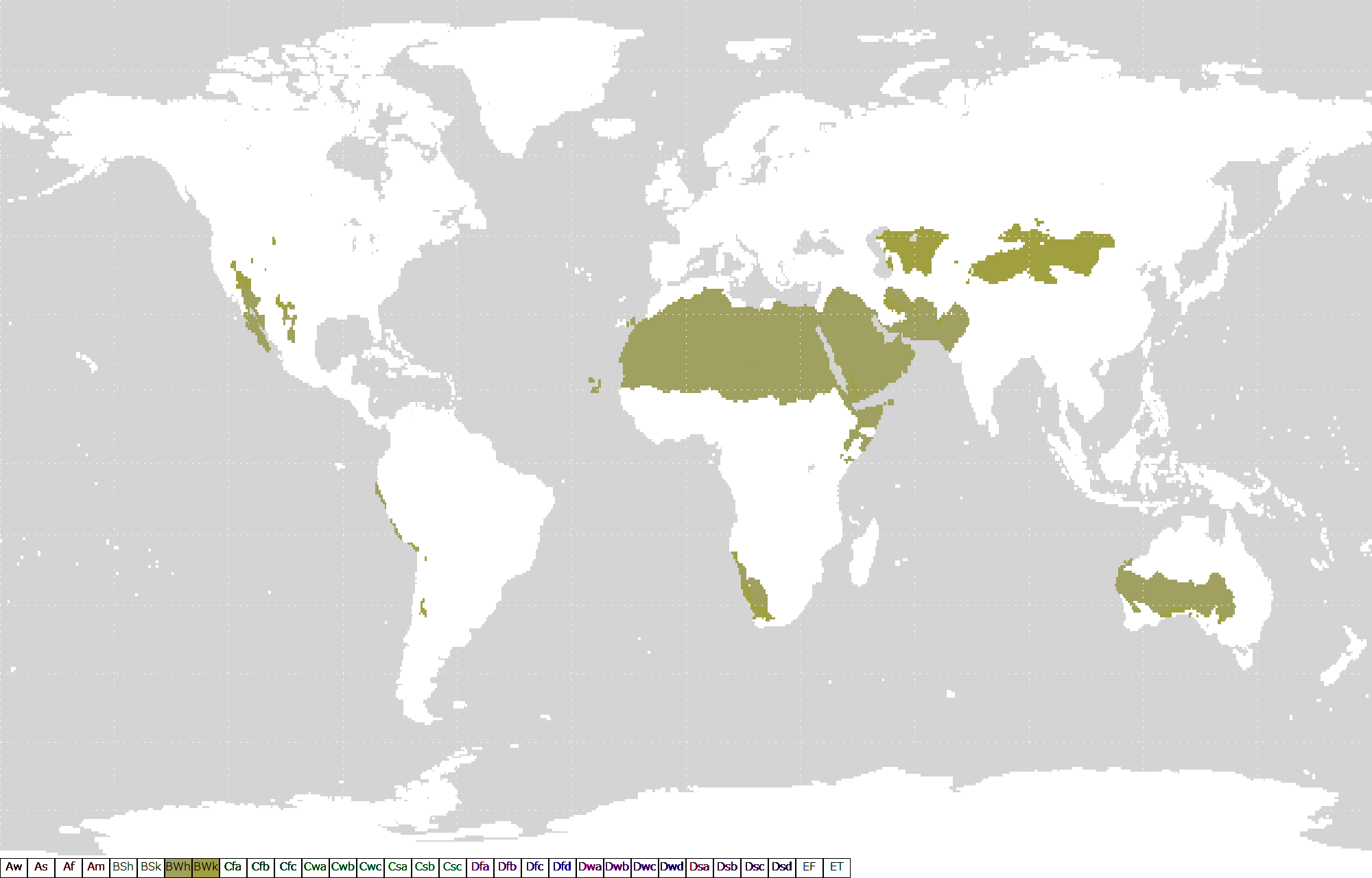
Schematische kaart van gebieden met een woestijnklimaat (BW)

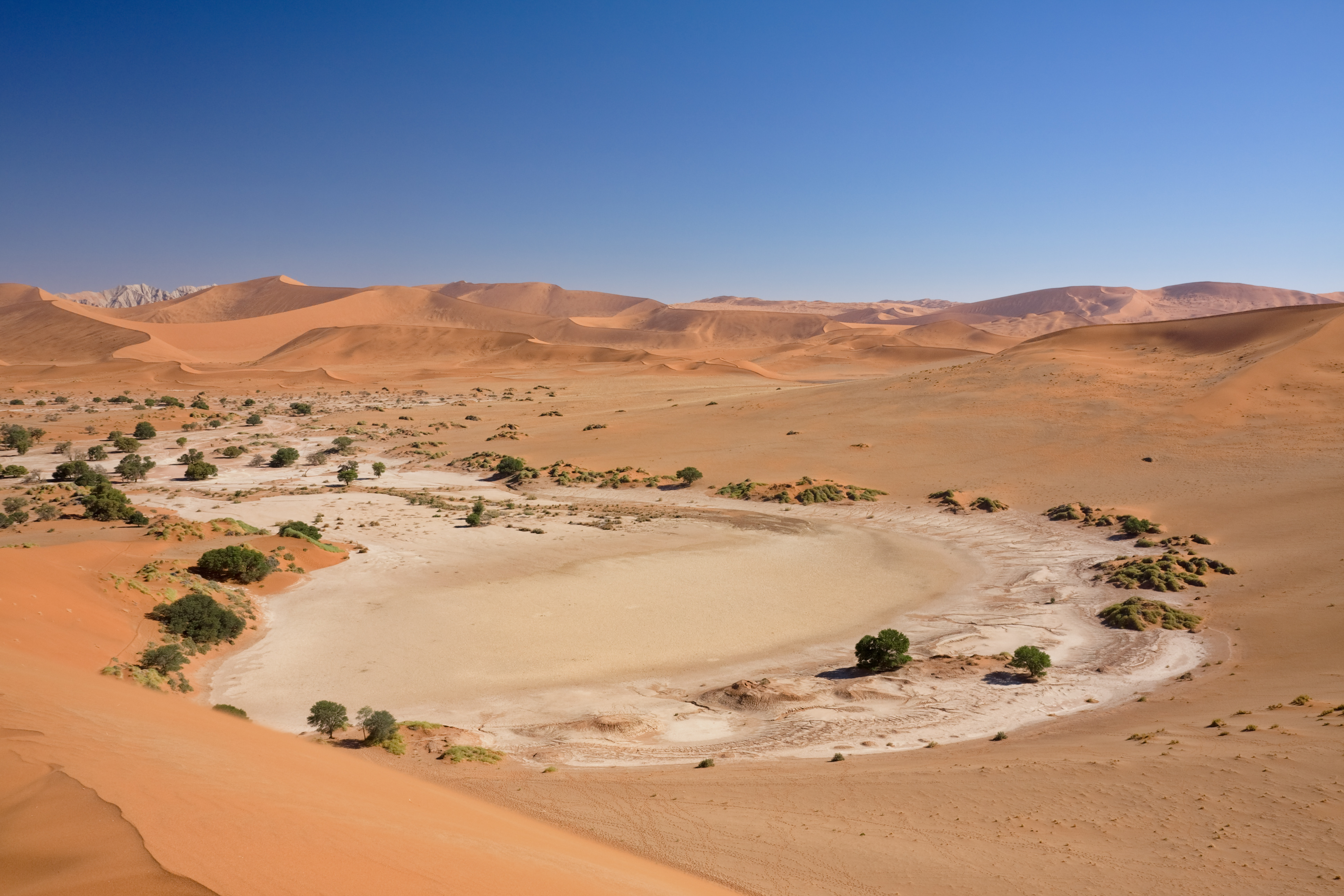
Woestijnlandschap in Namibië (Sossusvlei)

Het woestijnklimaat is volgens de klimaatclassificatie van Köppen een BW-klimaat en is daarom een droog klimaat (B-klimaat). Het verschil tussen een woestijnklimaat en een steppeklimaat wordt door Köppen bepaald aan de hand van de droogte-index. 
Het woestijnklimaat komt vooral voor in de Sahara (Noord-Afrika), Arabië, Australië en op hoog gelegen droge vlaktes in bergen. 

## Kenmerken
Het woestijnklimaat beslaat 12% van het aardoppervlak. Er is weinig begroeiing, voornamelijk xerofyten (sterke planten die lang zonder water kunnen), zoals cactussen en andere succulenten. In de buurt van een oase groeien soms palmen.
Er valt bijna geen neerslag (minder dan 200 mm per jaar), maar als het een keer regent (één keer in de paar jaar) komt het met grote hoeveelheden tegelijkertijd uit de hemel.
De grond in dit klimaat is droog, onvruchtbaar en bestaat meestal uit zand en rotsen. In gebieden met dit klimaat wonen daarom ook heel weinig mensen.
Het woestijnklimaat kent een groot temperatuurverschil tussen dag en nacht. Overdag is het tussen de 25 en 45 °C en 's nachts kunnen de temperaturen in enkele gebieden onder het vriespunt dalen.

## Verdere onderverdeling volgens Köppen
- BWh: warm woestijnklimaat; de gemiddelde jaartemperatuur is hoger dan 18 °C
- BWk: koud woestijnklimaat; de gemiddelde jaartemperatuur is lager dan 18 °C